# Ælle sussexi király
Ælle, más írásmóddal Ælla, Ælli (439? – 514), Sussex királya 477-től haláláig, 491-től fiával, Cissával együtt.
A hagyomány szerint Selsey Bill közelében szállt partra 477-ben. Azonnal háborút indított a britek ellen, és 491-ben fiával, Cissával Anderidában (ma Pevensey, East Sussex) lemészárolták az egykori római erődítményben lévő brit katonákat. 514-ben halt meg (fia követte a trónon), és Béda VIII. századi történetíró szerint Ælle volt az első király, akit a Humber folyótól délre valamennyi angol urának ismert el. Beda nyomán a IX. századi Angolszász Krónika Ælléról azt jegyezte föl, hogy ő volt az első bretwalda ("Britannia ura").